# Voler !

Voler ! est un court roman écrit par le moine bouddhiste coréen Jaeyeon. 

## Résumé
Il s'agit du récit d'un jeune canard domestique qui, contrairement à ceux de sa race, désire voler comme les canards sauvages. Il quitte donc ses compagnons et part à l'aventure. Il rencontre au cours de son périple plusieurs animaux sauvages qui lui dispensent leur enseignement, ce qui lui permet finalement de prendre son envol. 
Récit philosophique, le roman adopte les traits de discours d'une parabole : le canard représente tout individu en société qui désire non plus en suivre servilement les règles, mais être à l'écoute de ses propres aspirations et tenter de réaliser ses rêves.